# جولین راسل استوری
جولین راسل استوری (به انگلیسی: Julian Russell Story، زاده ۸ سپتامبر ۱۸۵۷- ۲۴ فوریه ۱۹۱۹) یک نقاش امریکایی است. او در وواتون-آن-تیمز ، ساری متولد شد. او جوان‌ترین فرزند مجسمه‌ساز ویلیام وتمور استوری بود و املن است.